# James "Soup" Perkins
James "Soup" Perkins, född 1879, död 1911, föddes i Lexington, Kentucky, var en amerikansk galoppjockey.

## Biografi
Perkins var son till tidigare slavar, och hela hans familj var engagerade i galoppsporten, då de tränade hästar och arbetade i stallet. Som 11-åring började Perkins sin karriär som jockey. Han fick smeknamnet "Soup" för sin kärlek till soppa, som hjälpte till att hålla vikten nere.
Perkins är känd för att vara den näst yngsta jockeyn någonsin att segra i Kentucky Derby, samt att varit amerikansk jockeychampion 1895. På toppen av sin karriär tjänade han 10 000 dollar per år, motsvarande 346 000 dollar i 2022 amerikanska dollar och det skrevs om i tidningar i hela USA och Kanada. 
Han avled 33 år gammal av en hjärtinfarkt i Hamilton, Ontario i Kanada.